# Hans Winkler (Maler)
Hans Winkler (* 18. August 1919 in Gotha; † 28. Januar 2000 in Weimar) war ein deutscher Maler. Sein Hauptwerk stand im Zeichen des Informel.

## Leben

### Kindheit und Jugend
Hans Winkler, 1919 in Gotha geboren, wuchs als 5. Kind einer Arbeiterfamilie auf. Nach dem Besuch der Volksschule erlernte er von 1933 bis 1937 den Beruf des Schriftmalers. Von einem Zeichenlehrer ließ er sich in verschiedene Techniken der bildenden Kunst einführen. Das Vorbild der Künstler des Bauhauses inspirierte ihn, selbst Maler zu werden. Die Erfahrung, dass sie immer rücksichtsloser verfolgt wurden, hat ihn die politische Kraft innovativer Kunst frühzeitig gelehrt und sollte für sein weiteres Schaffen wegweisend bleiben. 1939 wurde er „als besonders unzuverlässiger junger Mann“ zur Infanterie eingezogen. Mehrfach verwundet überlebte er Krieg und Gefangenschaft.

### 1945–1990
Nach 1945 unternahm er erste Schritte als selbständiger Maler. Zwei Künstlerpersönlichkeiten sehr unterschiedlicher Herkunft haben ihm, dem Autodidakten, zunächst Wege gewiesen. Zum einen: Franz Markau, ein expressiv Gegenständlicher, der vor und nach dem Ersten Weltkrieg an dem „Versuch einer farbigen Volksarchitektur“ im Kreis um den Architekten Bruno Taut mitgewirkt hatte und nach 1945 als freischaffender Künstler in Weimar tätig wurde. Zum anderen: der von 1947 bis 1949 in Schwarzenbach an der Saale wirkende Werner Gilles, eine namhafte, der Tradition des Bauhauses (Lyonel Feininger) nahestehende, zugleich von der aktuellen französischen Malerei (Pablo Picasso) inspirierte Gestalt der deutschen Nachkriegskunst. Winkler setzte sich damals mit einem Kreis Gothaer Künstler, zu dem auch die Maler Werner Schubert-Deister und Kurt W. Streubel gehörten, für einen Neuanfang der Kunst im Thüringer Raum ein. 1947 wurde unter seiner Mitwirkung der Verband Bildender Künstler der DDR (VBK), erst innerhalb des Verbandes der Architekten, später des Kulturbundes, gegründet. Erste öffentliche Anerkennung erfuhr Winkler als einer der „Pioniere des kulturpolitischen Aufbruchs im Zeichen des Expressionismus“ ein Jahr später durch die Auszeichnung als „besonders wertvoller Kunstschaffender“.
Mit der Erklärung des Sozialistischen Realismus zur kunstpolitischen Staatsdoktrin geriet die an der internationalen Avantgarde orientierte Gothaer Gruppe jedoch rasch ins Visier der Kulturbehörden. Eine Ausstellung, die Winkler mit den Freunden in Gotha 1950 noch juryfrei organisiert hatte, wurde in den Zeitungen als volksfeindlich, amerikanisch und dekadent besprochen und abgebrochen. Mit denselben Argumenten folgte der Ausschluss des Künstlers aus dem VBK. Die meisten Vertreter der Gothaer Gruppe gingen nach Westdeutschland. Winkler blieb. Er deutete die Ausgrenzung als Chance um, die bitteren Erfahrungen in Bilder umzusetzen, die der Realität ebenso nah waren wie sie sie veränderten. Im Widerspruch zwischen Hoffnungslosigkeit und Hoffnung entfaltete sich seine malerische Erfindungskraft. Und so lautete sein von mehreren Rezensenten aus einer unveröffentlichten Tagebuchnotiz vom 12. Oktober 1978 zitiertes Motto: „Ich suche keine Auswege, ich suche Wege.“
Den Lebensunterhalt verdiente Winkler, der 1949 ein dreijähriges Musikstudium am Erfurter Konservatorium abgeschlossen hatte, sich fortan als Musiklehrer im Fach Violine: zunächst in Gotha und Sondershausen, ab 1965 bis zu seiner Pensionierung 1984 an der Musikschule „Ottmar Gerster“ in Weimar. Wie viele Künstler der abstrakten Moderne wurde er von der SED-Kunstpolitik dazu genötigt, über Jahrzehnte ein Doppelleben in Ostdeutschland zu führen. Im Sommer 1957 besuchte er die von dem 1946 gegründeten Musikinstitut Kranichstein, einer „Art ‚musikalisches Bauhaus‘“, veranstalteten Internationalen Ferienkurse für Neue Musik in Darmstadt. Dort traf sich alljährlich die internationale Komponistenavantgarde, u. a. Luigi Nono, über den Winkler später ein ergreifendes Gedicht schreiben sollte.
In Darmstadt hörte Winkler auch vier Vorlesungen Theodor W. Adornos zum Thema „Kriterien Neuer Musik“. Den Tagebuchnotizen des Malers lässt sich entnehmen, dass er sich zeitlebens an der informellen Ästhetik des Frankfurter Philosophen orientierte.
Im privaten Abseits entwickelte Winkler seinen nonkonformen malerischen Ansatz mit den ihm als Verfemtem zur Verfügung stehenden Materialien weiter, vor allem mit Tusche, Aquarell, saugfähigem Papier, aber auch Industriefarben, Fahnentüchern und Kleiderstoffen. Erst nach über zwei Jahrzehnten totaler Kaltstellung erhielt er Mitte der 70er Jahre im Zuge der einsetzenden Annäherungspolitik Ausstellungsmöglichkeiten in Westdeutschland. 1981 veranstaltete die Galerie am Sachsenplatz in Leipzig die erste Ausstellung seiner Bilder in der DDR. Die Weimarer Kultureinrichtungen bewogen ihn 1982 zum Wiedereintritt in den VBK. Damit standen Winkler Galerien des Staatlichen Kunsthandels in der DDR offen. Die Zuteilung von Malmaterialien machte es ihm möglich, endlich auch auf größeren Formaten mit Dispersionsfarben zu arbeiten. Einen Atelierraum fand er dafür in Leipzig. Ausstellungen in der BRD blieben untersagt. Noch 1985 wurde das Erscheinen eines Ausstellungskataloges in Berlin mit der Begründung behördlich verboten: „verzerrtes sozialistisches Menschenbild“. Ende 1987 stellte ihm die Stadt Weimar ein eigenes Atelier zur Verfügung.

### Letzte Jahre
Nach der Wende erlebte der Maler erstmals öffentliche Ehrung durch die Verleihung des „Weimar-Preises 1992“ der Stadt Weimar. Ihr folgte zwei Jahre später eine umfassende retrospektive Ausstellung veranstaltet von den Kunstsammlungen zu Weimar, zu der auch ein repräsentativer Katalog erschien. 1998 wurde eine Auswahl seiner in den 70er Jahren verfassten Gedichte veröffentlicht. Winkler starb im Jahr 2000 an ALS.

## Werk
Winklers Werk legt Zeugnis ab vom Schicksal eines deutschen Malers in den letzten beiden Dritteln des 20. Jahrhunderts. Er hielt, auch aus politischen Gründen, an der Differenz von Kunst und Politik fest, die die SED mit der Verordnung optimistischer Weltanschauungskunst im Dienste des Staates beseitigte. Seine Unnachgiebigkeit bedeutete für ihn neben dem Verzicht auf geeignete Arbeitsräume und Materialien die Isolierung von den international bedeutsamen Zentren der Kunstentwicklung und des Kunstmarktes, den Entzug von Austausch mit Kollegen, Sachverständigen und Förderern sowie von Publikumsresonanz.

### Expressionistisches Frühwerk
Winklers erste Schaffensperiode stand noch im Zeichen des Expressionismus. Nach dem Abbruch ihrer Ausstellung 1950 entwickelten Winkler und Streubel ein Druckverfahren, das sie ironisch „Otik“ nannten. Winkler später dazu: „Otik steht für Ostzonentechnik, geboren aus den Notzeiten, ersonnen in einer Gruppe zusammen mit Kurt Streubel. Wir haben Ofenruß und Fußbodenfarbe zu einem Brei vermischt, aufgewalzt und dann zum – wenn auch nur jeweils einmaligen – Drucken verwandt.“ Mit dieser Technik schuf Winkler 1951 das Sujets von Werner Gilles aufnehmende expressionistische Bild Komponist am Flügel.

### Informelles Hauptwerk
In der zweiten Hälfte der 50er Jahre vollzog der Maler den Bruch mit der Klassischen Moderne und wandte sich der „anderen Kunst“ (art autre) zu. Auf Tuschezeichnungen dieser Zeit in Schwarz und Grau bleiben von Gegenständen nur noch Zeichen übrig, die sich als Trümmer und Splitter ohne Halt im Raum bewegen.
Aus dem tagtäglichen Experimentieren mit den physikalischen Eigenschaften der jeweils gewählten Materialien hat Winkler allmählich sein persönliches informelles Malverfahren entwickelt. Bei der Erstellung eines Bildes wechseln nach der Entscheidung für das Ausgangsmaterial Techniken des eher passiven Geschehenlassens, wie Aufbringen von Farbfeldern auf die Glasplatte, Abklatschen, Abdrücken und Auflegen des Bogens auf saugfähiges Zeitungspapier mit Techniken des aktiven gezielten Eingreifens mit Pinsel, Rohrfeder, Sprühdose oder Rakel in mehrfacher, bis zu möglicherweise siebenfacher Wiederholung der Stufen ab. Bei der Farb- und Formgestaltung orientiert sich der Maler an konstruktiv-kontrapunktischen Kompositionsprinzipien, die ihm als Musiker nahe liegen, so dass die Bilder als Austragungsorte von Konflikten sich begreifbar und Ambivalenzen sichtbar machen. Das zeigt sich etwa an der Tuschezeichnung Sich haltender Klang von 1977. Stets wird bei ihm die écriture automatique anschließend noch bearbeitet. Mit der innerhalb jedes Jahrgangs fortlaufenden Nummerierung seiner Tuscheaquarelle hilft Winkler dem Betrachter, seine Bilder in ihrem Entstehungszusammenhang genau zu lesen. Im Informel – mit surrealistischen Komponenten versehen – fand er die Bildsprache, die es ihm ermöglichte, aktuelle emotionale Erfahrungen von Destruktion und Demütigung zum Gegenstand seiner Kunst zu machen, zugleich die „Gegensprache“ (Wulf Kirsten) zur DDR-offiziellen. Am 8. März 1979 notiert er im Tagebuch: „Unsere Seite Deutschlands ist sauarm, unfrei und mit einem Todeszaun umgeben. Es geschieht soviel beängstigendes, dass eine Existenzkunst provoziert wird, vorwiegend unbekannt und vom Staat besonders unterdrückt.“ Ähnlich wie das Schaffen des informellen Italieners Emilio Vedova, der Malerei als „erlittene Angelegenheit des Lebens selbst“ auffasste, ist es ein politisch-moralischer Antrieb, der Winklers Kunst leitet. In einem mit Nitro gemalten Tafelbild mit dem Titel Vietnam-Dschungel verarbeitet er 1969 sein Entsetzen über den blutigen Krieg der USA in Südostasien. 1982 gibt er in dem Werk Das war bebautes Land seiner Trauer über den Verfall des eigenen Landes Ausdruck.

### Spätwerk mit Stilwechseln
Mitte der 80er Jahre, als er wieder ausstellen durfte, wurde offenbar, dass Winkler den abstrakt-expressionistischen Weg nicht für den einzig gangbaren hielt, um sein Unbehagen sichtbar zu machen und zu bearbeiten. Es entstehen kurzfristig figurative Werkgruppen von demaskierendem Charakter, so 1984 Köpfe und später nach der Wende 1993 Madonnen, die in der Formentwicklung des Gesamtwerks freilich ohne Gewicht sind.
Von nachhaltigerer Bedeutung jedoch war ein Stilwechsel, zu dem Winkler durch die Begegnung mit den Werken des Konstruktivisten Max Bill – ausgestellt von den Kunstsammlungen zu Weimar in der Kunsthalle am Goetheplatz vom 22. Februar bis 19. April 1987 – angeregt wurde. Er verwendet seit diesem Jahr auf großen Tafelbildern, für die ihm erst jetzt die erforderlichen Materialien zur Verfügung stehen, die Technik der Übermalung, um einen Stilwechsel innerhalb des Bildes selbst zu vollziehen: eine erste abstrakt-expressionistische Malschicht überzieht er mit einer zweiten konstruktivistischen und zwar streng geometrischen nach dem Vorbild Bills so, dass die erste Schicht noch durchschimmert. Die besondere Pointe dieser Übermalung besteht darin, dass die geometrischen Formen pointillistisch aufgetragen werden, Punkt für Punkt in einem aufwendigen Verfahren, das die untere Malschicht farblich beeinflusst, jedoch sichtbar bleiben lässt.
Mit diesen „Zweiphasenbildern“ begleitet Winkler die Jahre des Staatszusammenbruchs. 1991 gibt er einem solchen Bild den Titel Sind wir das Volk und verkehrt die bekannte Wendelosung in eine Frage. Mit solchen Äußerungen von Zweifeln korrespondiert das stilistisch ähnliche Werk Konstruktive Beschwörung aus dem gleichen Jahr. In großen Lettern trägt der Künstler Goethes berühmtes Diktum in aktueller Verfremdung ins Bild ein: „Edel sei der Kohl hilfreich und gut.“ Winklers informelle Kunst fühlte sich sicherer im Zweifel als in der Gewissheit. Deshalb gewann er sein eigenes Credo: „Ich finde nicht, ich suche“ durch Umkehrung eines Bekenntnisses des Meisters der Klassischen Moderne Pablo Picasso: „Ich suche nicht, ich finde.“
Winkler verstand sich stets als politischer Maler, meist in einem nicht offen, sondern hintergründig vermittelten Sinn. Am 24. Mai 1990 notiert er in seinem Tagebuch: „Meine Tusch-Aquarelle wurden während des allgemeinen Verfalls auf allen Ebenen für die im Schmutz und Grau ausharrenden Mitmenschen gemalt und mein Bestreben war immer, eine Technik zu entwickeln, mit der aus unserem DDR-Material ästhetische Gebilde entstanden als Ausgleich und Widerstand zum Zerfall. Jetzt ist der Zerfall gestoppt, die Grenzen sind gefallen und die Ästhetik in meinen Bildern verführt zum zu reichlichen Kauf. Durch meinen wachsenden Bekanntheitsgrad kann ich es mir jetzt erlauben, einen solchen Stil zu entwickeln, der den in großen Kaufrausch geratenen Menschen das Sicheindecken mit Kunst erschwert.“ Auch nach der Wende behielt Winkler die Position kreativer Verweigerung bei. Die Spannung von Kunst und Markt wird nun ein Thema der Werke selbst. Das zeigt sich an der Arbeit 41 Kunstpostkarten auf Dunkelbraun aus dem Jahr 1993. Die sich vom monochromen Grund abhebenden Kunstpostkarten sind dabei nicht „technisch reproduziert“ (Walter Benjamin), sondern ihrerseits gemalt.

## Rezeption
Erst mit Beginn der 80er Jahre, als die totale Aussperrung Winklers endete, wurden seine Bilder öffentlicher Kunstkritik zugänglich. Ab 1982 sind Besprechungen von Ausstellungen in der ostdeutschen Tagespresse zu verzeichnen. Im September 1989 widmet die Zeitschrift Bildende Kunst Winkler einen Artikel anlässlich seines 70. Geburtstages. Nach dem Fall der Mauer kann offen über dieses Künstlerleben und seinen Zeugnischarakter geschrieben werden. Matthias Flügge, Chefredakteur der Zeitschrift neue bildende kunst und späterer Vizepräsident der Akademie der Künste Berlin schreibt 1991 zu Hans Winkler: „Wenn eines Tages die Geschichte der Kunst, die auf dem Gebiet der gewesenen DDR entstanden ist, geschrieben wird, werden die bislang gültigen Kriterien neu definiert sein müssen. Denn die bislang getroffenen Unterscheidungen in Gegenständlich und Ungegenständlich, in „offiziell“ und „inoffiziell“, in Realismus und Abstraktion beschreiben immer nur Aspekte, die die spezifischen Verknüpfungen der ‚sozialen Psyche’, von Werk und Person und Schaffensbedingungen nur unzureichend erfassen. Der Maler Hans Winkler steht inmitten und zugleich außerhalb solcher vorgeprägten Betrachtungsmuster. Sein Werk zählt zu den viel zu wenig beachteten, weil in der Stille geschaffenen.“ Im gleichen Jahr würdigt Gunter Kloss Hans Winklers Schaffen in der Zeitschrift Weltkunst. Mittlerweile liegen zahlreiche Besprechungen und Bildanalysen ost- und westdeutscher Kunstwissenschaftler und -kritiker vor. In der Kunstgeschichtsschreibung, die nach 1990 die Kulturlandschaft Thüringen wieder entdeckte, erhielt das Werk Hans Winklers zunächst nur Beachtung, weil mit ihm wie mit anderen der gewalttätige Eingriff der SED-Kunstdiktatur in das Leben eines Künstlers zu belegen war. Schrittweise fand der Thüringer Maler dann aber wegen der unverwechselbaren informellen Qualität seines Schaffens zunehmende kunsthistorische Anerkennung. Das Bild Vietnam-Dschungel von 1969 (Nitro auf Hartfaser, 146 × 123 cm), eines der Hauptwerke Winklers, wurde in die seit 2014 von den Mühlhäuser Museen eingerichtete „Ständige Ausstellung Thüringer Kunst des 20. Jahrhunderts“ aufgenommen. 2014 veranstaltete die Kreissparkasse Gotha zum 25. Jahrestag der Friedlichen Revolution unter dem Motto „Erinnern statt Vergessen“ eine Ehrung Winklers neben anderen Mitgliedern der Gothaer Künstlergruppe, die sich 1950 dem SED-Diktat widersetzten und ihr Werk außerhalb der Öffentlichkeit weiterentwickelten. Der Nachlass des Malers befindet sich bei seiner Familie in Chemnitz. Werke sind im öffentlichen Besitz der Kunstsammlungen zu Weimar, des Museums des Schloss Friedenstein in Gotha, der Museen in Jena und in Mühlhausen/Thüringen.

## Ausstellungen (Auswahl)
- 1947–50 Weimar, Dresden, Gotha, Sondershausen (Gruppe)
- 1975–85 4.–13. Hilzinger Kunstausstellung im Rathaus, Hilzingen (Gruppe)
- 1981 Galerie am Sachsenplatz, Leipzig
- 1982 Galerie im Neruda-Club, Karl-Marx-Stadt (Chemnitz)
- 1983 Galerie am Schönhof, Görlitz
- 1984 Galerie Wort und Werk, Leipzig
- 1984 Bezirkskunstausstellung Erfurt
- 1985 Galerie im Alten Museum, Berlin
- 1986 Galerie im Haus der Insel, Norderney
- 1987 Galerie in Sammlung Singer, München
- 1988 Galerie Mitte, Dresden
- 1989 Galerie am Steinweg, Suhl
- 1990 Galerie in der Filderhalle, Stuttgart
- 1991 Galerie Wort und Werk, Leipzig
- 1991 Galerie M, Berlin-Marzahn
- 1992 Galerie Profil, Weimar
- 1993 Galerie Schmidt-Rottluff, Chemnitz
- 1994 Kunstsammlungen zu Weimar, Kunsthalle am Theaterplatz
- 1996 Galerie im Carrée am Gendarmenmarkt, Berlin (Gruppe)
- 1997 Galerie Walderdorff, Trier
- 1998 Galerie Hebecker, Berlin
- 1999 Galerie M, Berlin-Marzahn
- 2000 Neues Museum, Weimar
- 2001 Galerie Profil, Weimar
- 2004 Kunsthalle Harry-Graf-Kessler, Weimar
- 2004 Fridericianum, Stiftung Leukorea, Wittenberg
- 2005 Voxxx Galerie, Chemnitz
- 2005 Schloss Friedenstein, Gotha
- 2006 Galerie Borssenanger, Chemnitz
- 2009 Galerie Profil, Weimar
- 2009 Galerie Borssenanger, Chemnitz
- 2014 Galerie Borssenanger, Chemnitz und Hamburg
- 2014 Galerie Grahn, Tabarz
- 2019 Galerie Oskar im Weltecho Chemnitz zum 100. Geburtstag von Hans Winkler
- 2019 Jubiläumsausstellungen zum 100. Geburtstag in Weimar: Galerie Profil und in der Stadtbibliothek Weimar
- 2019 Museum der bildenden Künste in Leipzig, Ausstellungsbeteiligung zur Ausstellung „Point of No Return“[47]
- 2025 Kunsthalle Darmstadt, Ausstellungsbeteiligung zur Ausstellung "Eingebrannt"
- 2025 Galerie Profil Weimar „Der aufrechte Gang“[48]
- 2025 Stadtbibliothek Weimar